# Вацлав Кухар
Вацлав Міхал Кухар (пол. Wacław Michał Kuchar; 16 вересня 1897, Ланьцут, Королівство Галичини та Володимирії — 13 лютого 1981, Варшава) — польський спортовець вихованець Львівського клубу спортивного «Погонь», польський та деякий час український радянський футбольний тренер. Походив зі спортивної сім'ї Кухарів, де всі шість братів були спортовцями.

## Життєпис
Закінчив 7-класну цісарсько-королівську Другу реальну школу на вулиці Шумлянських у Львові у 1915 році. 10 листопада 1915 року мобілізований до лав війська Австро-Угорщини.
Грав за команду «Погонь» (Львів), збірну Польщі (зіграв 26 матчів, забив 5 голів, 14 разів був капітаном команди), тренував команду «Динамо» (Львів). Зіграв 1052 матчі, забив 1065 голів.
Дружина — Ірена Ґеорґеон, донька — Марія Ельвіра.
Помер у Варшаві.

## Нагороди
- Орден «Прапор праці»[pl] (2-й клас)
- Хрест офіцера Ордену Відродження Польщі
- Хрест кавалера Ордену Відродження Польщі
- Хрест Хоробрих
- Золотий хрест Заслуги
- Медаль Незалежності[pl]
- Хрест Оборони Львова

## Спортивні досягнення
Футбол
- 4-разовий чемпіон Польщі (1922, 1923, 1925, 1926)
- Кращий бомбардир чемпіонату Польщі (1922, 1926)

Легка атлетика
- 2-разовий чемпіон Польщі в бігу на 800 метрів: 1920, 1921
- чемпіон Польщі в бігу на 110 метрів з бар'єрами: 1920
- чемпіон Польщі в бігу на 400 метрів з бар'єрами: 1923
- 2-разовий чемпіон Польщі в стрибках у висоту: 1921, 1923
- чемпіон Польщі в потрійному стрибку: 1921
- чемпіон Польщі в десятиборстві: 1923, 1924
- Був рекордсменом Польщі в бігу на 800 метрів, бігу на 400 метрів з бар'єрами, в стрибках у висоту, у десятиборстві та естафеті 4×400 метрів і шведській естафеті.

Ковзанярський спорт
- 22-разовий чемпіон Польщі: 1922—1929
- Учасник Чемпіонату Європи 1925 рік (7 місце)

Хокей
- чемпіон Польщі 1933
- віце-чемпіон Європи 1929

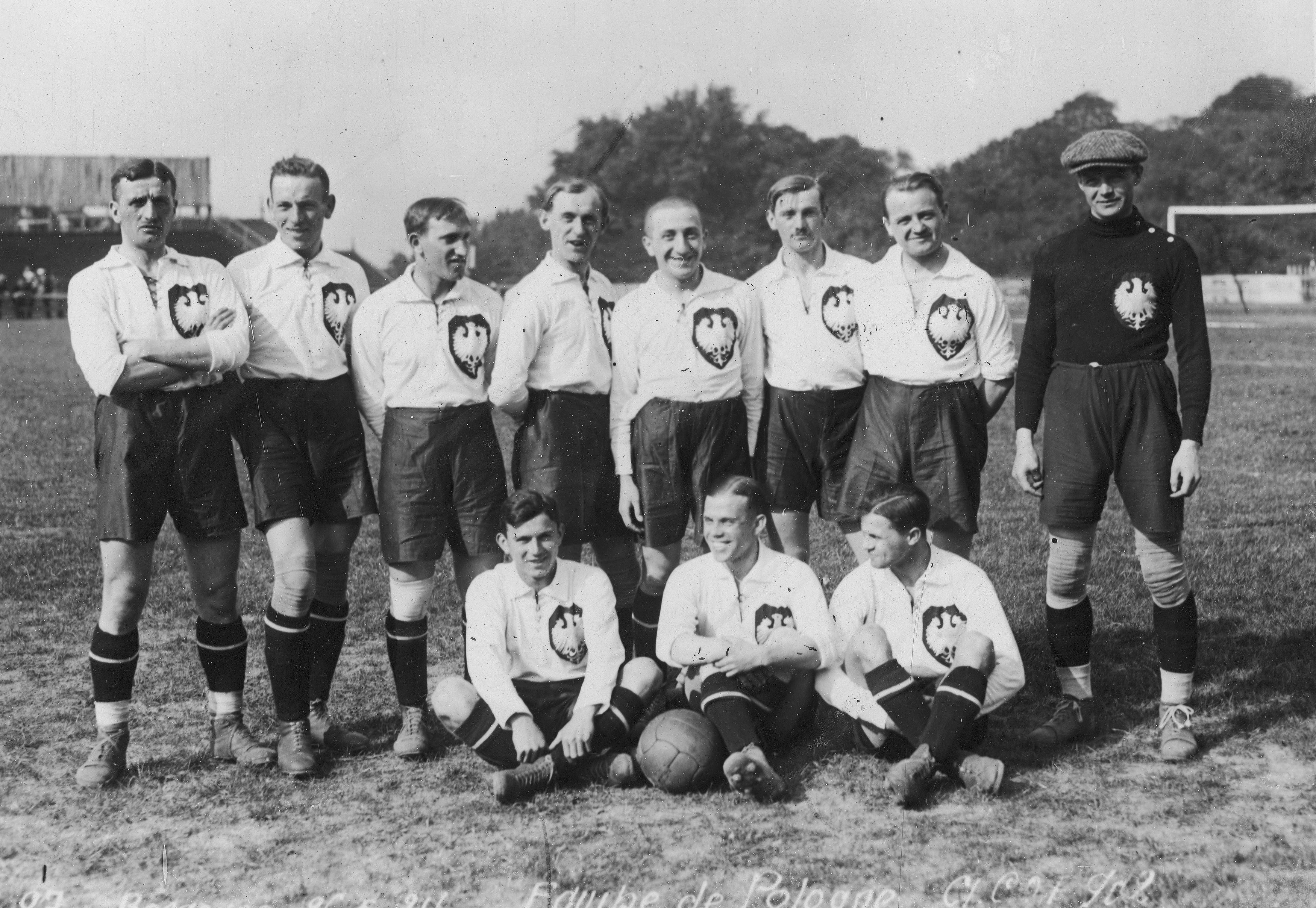
Збірна Польщі перед матчем з угорцями на Олімпіаді-1924. Перший ряд: Спойда[pl], Стичень, Циковський. Другий ряд: Фриц[pl], Рейман, Калужа, Циль[pl], Сперлінг, Кухар, Бач, Вишневський.
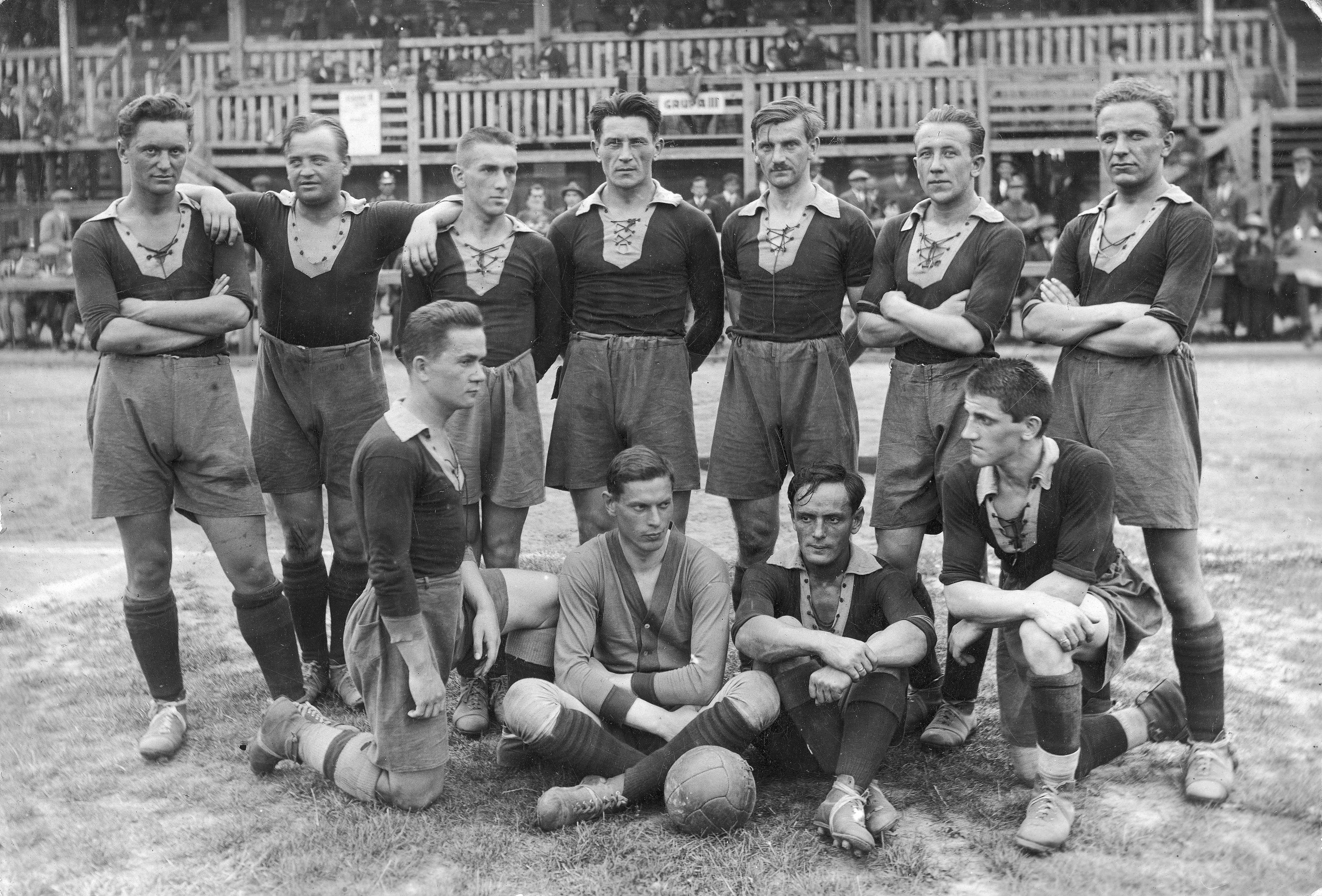
Чемпіони Польщі 1926 року — гравці львівської «Погоні». Перший ряд: Ганке, Ляхович, Фіхтель, Дойчманн. Другий ряд: Олеарчик, Бач, Уріх, Гарбень, Кухар, Гебартовський, Шабакевич.
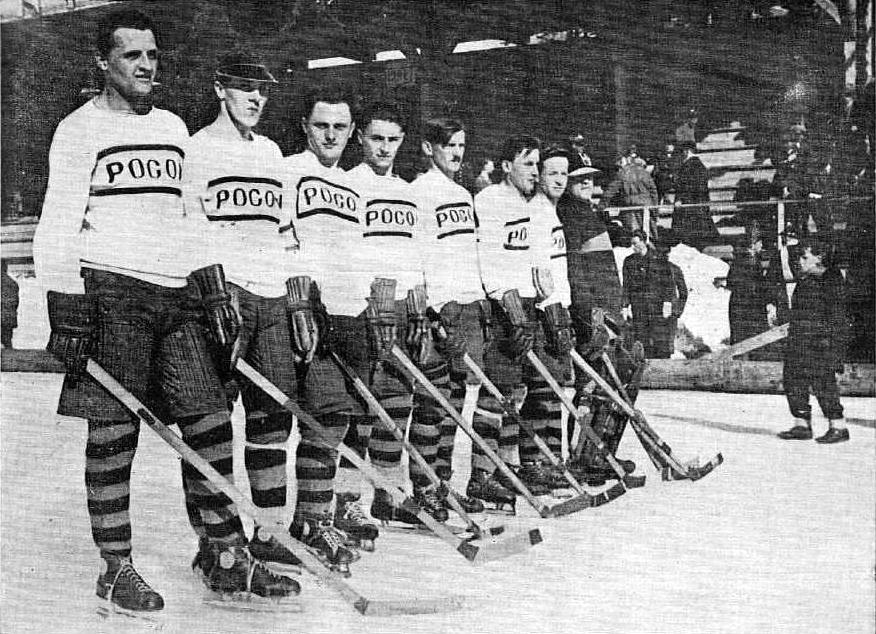
Хокейна команда львівської «Погоні» (1930): Ствоженський, Гемерлінг, Маєр, Вайсберг, Кухар, Сабінський, Ціммер, Ваньчицький.